# Quartier du Mouillage
Pour les articles homonymes, voir Quartier et Mouillage.
Le quartier du Mouillage est l'un des trois quartiers de Saint-Pierre en Martinique et s'étend au sud de la ville entre la rue du Petit-Versailles (numéros impairs) et la batterie Saint-Robert.

## Situation
Les limites du quartier du Mouillage sont, au nord, la rue du Petit-Versailles (numéros impairs) et, au sud, le morne d'Orange et la batterie Saint-Robert. 

## Topographie
La position topographique des quartiers de Saint-Pierre a une grande influence sur leur climat. Dans le quartier du Mouillage, les vents d'est sont interceptés par les mornes qui le cernent, à savoir, du sud au nord, le parapet de la batterie Sainte-Marthe (43 mètres), le morne d'Orange (124 mètres) et le morne Tricolore (195 mètres), d'où résulte une chaleur qui se trouve encore accrue par les rayons du soleil que les escarpements réfléchissent sur cette partie de la ville.

## Toponymie
Le quartier du Mouillage doit son nom au fait que la majorité des bateaux qui mouillaient dans l'anse Thurin étaient amarrés face à lui.

## Histoire

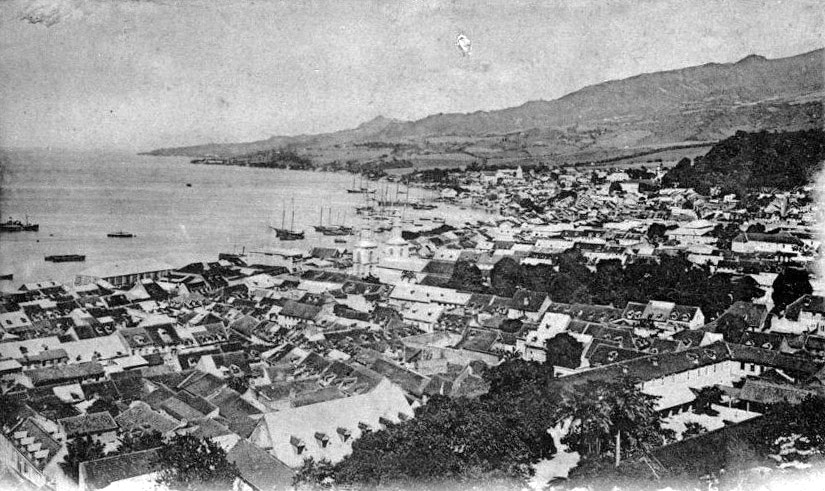
Le quartier du Mouillage et la rade vers 1900

Au XVIIe siècle, Saint-Pierre se divise en trois quartiers et deux paroisses : Le Fort Saint-Pierre, la Galère et le Mouillage. Le quartier du Mouillage, dont la paroisse est desservie par les Jacobins, s'étend de la batterie Saint-Nicolas jusqu'à celle de Saint-Robert. L'église du Mouillage dédiée à Notre-Dame de Bon Port, de style néoclassique, est construite en 1654 par les dominicains. Elle sert de paroisse pour ce quartier et pour les habitants des mornes alentour. C'est à cette époque que le port délaisse son premier emplacement sur le quartier du Fort, à la Galère, pour aller se fixer au Mouillage où les vaisseaux sont plus à couvert que devant le Fort. Le quartier du Mouillage forme alors la ville basse, zone commerciale et artisanale peuplée par les classes moyennes et populaires pierrotines.
Dans la nuit du 8 au 9 octobre 1694, une immense vague poussée par les vents tourbillonnants d'un ouragan frappe Saint-Pierre, coulant les navires à l’ancre dans la rade et détruisant le quartier du Mouillage. Dans la nuit du 12 au 13 septembre 1759, quatre-vingt-dix maisons des rues de la Madeleine, du Précipice, de la Source et d'Orange sont la proie des flammes qu'on ne parvient à éteindre que vers 4 heures du matin, au moment où elles atteignaient la rue de la Raffinerie.
Le 8 août 1851, un arrêté du gouverneur de la Martinique créé une nouvelle paroisse autour de l'ancienne église des Ursulines rebaptisée Saint-Étienne-du-Centre, l'église du Fort et celle du Mouillage étant devenues insuffisantes pour accueillir l'ensemble des fidèles. Autour de cette église est créé un nouveau quartier, le quartier du Centre, par détachement d'une partie de celui du Fort et d'une partie de celui de Mouillage situé entre la batterie d'Esnotz et la rue du Petit-Versailles (numéros pairs).

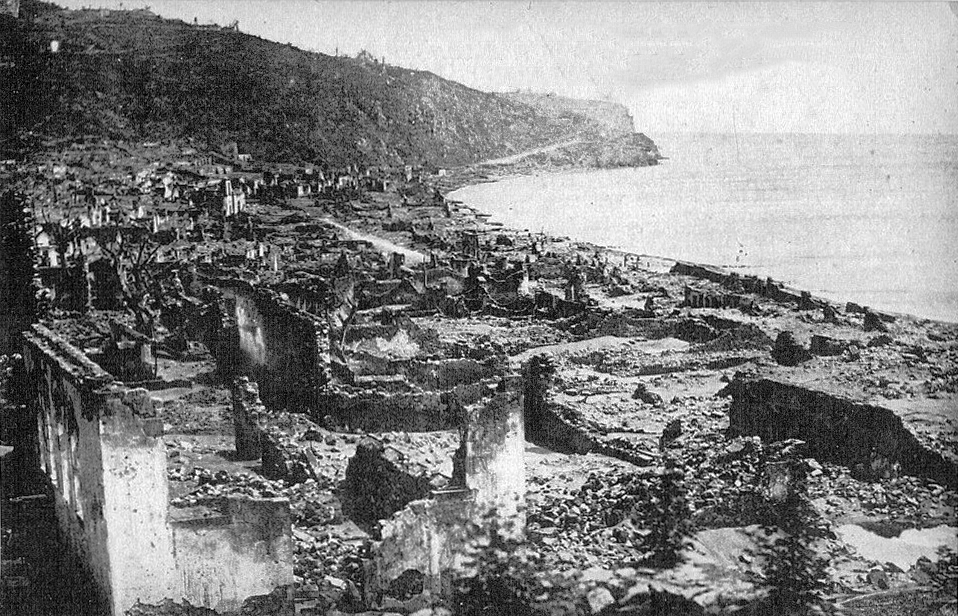
Le quartier du Mouillage après la catastrophe du 8 mai 1902

L'éruption de la montagne Pelée du 8 mai 1902 rase le quartier comme toute la ville de Saint-Pierre.
L'église Notre-Dame-de-l'Assomption est reconstruite en 1923 sur les bases de l'ancienne cathédrale qui datait du XVIIIe siècle et la nouvelle mairie est inaugurée le 11 novembre 1934.

## Lieux et patrimoine

### Avant le 8 mai 1902
Dans le quartier du Mouillage étaient situés :
- L'hôtel de ville et le câble français, rue de l'hôpital[N 2],
- Le bureau des Postes, rue de la Banque,
- La Banque de la Martinique (1853), rue de la Banque,
- L'hôpital militaire maritime Saint Jean-Baptiste (1665, 1758), rue de l'hôpital,
- La place Bertin (1803),
- La chambre de commerce (1820), place Bertin,
- Le Trésor colonial, rue Lucy[N 3],
- La cathédrale Notre-Dame-du-Bon-Port (1654, 1855), rue Victor-Hugo,
- Le palais épiscopal (ancien couvent des dominicains), rue Percée,
- L'Asile Sainte-Anne, rue de la Madeleine,
- Le lycée colonial Victor-Schœlcher (1883), rue du Lycée,
- L'Asile Bethléem (1866), rue de la Raffinerie,
- La batterie du Morne d’Orange, Morne d'Orange.
- La batterie Sainte-Marthe (1685-1693, 1864), Morne d'Orange.

Tous les bâtiments ou lieux ci-dessus ont disparu ou sont en ruines à la suite de l'éruption de la montagne Pelée en 1902.

### Aujourd’hui

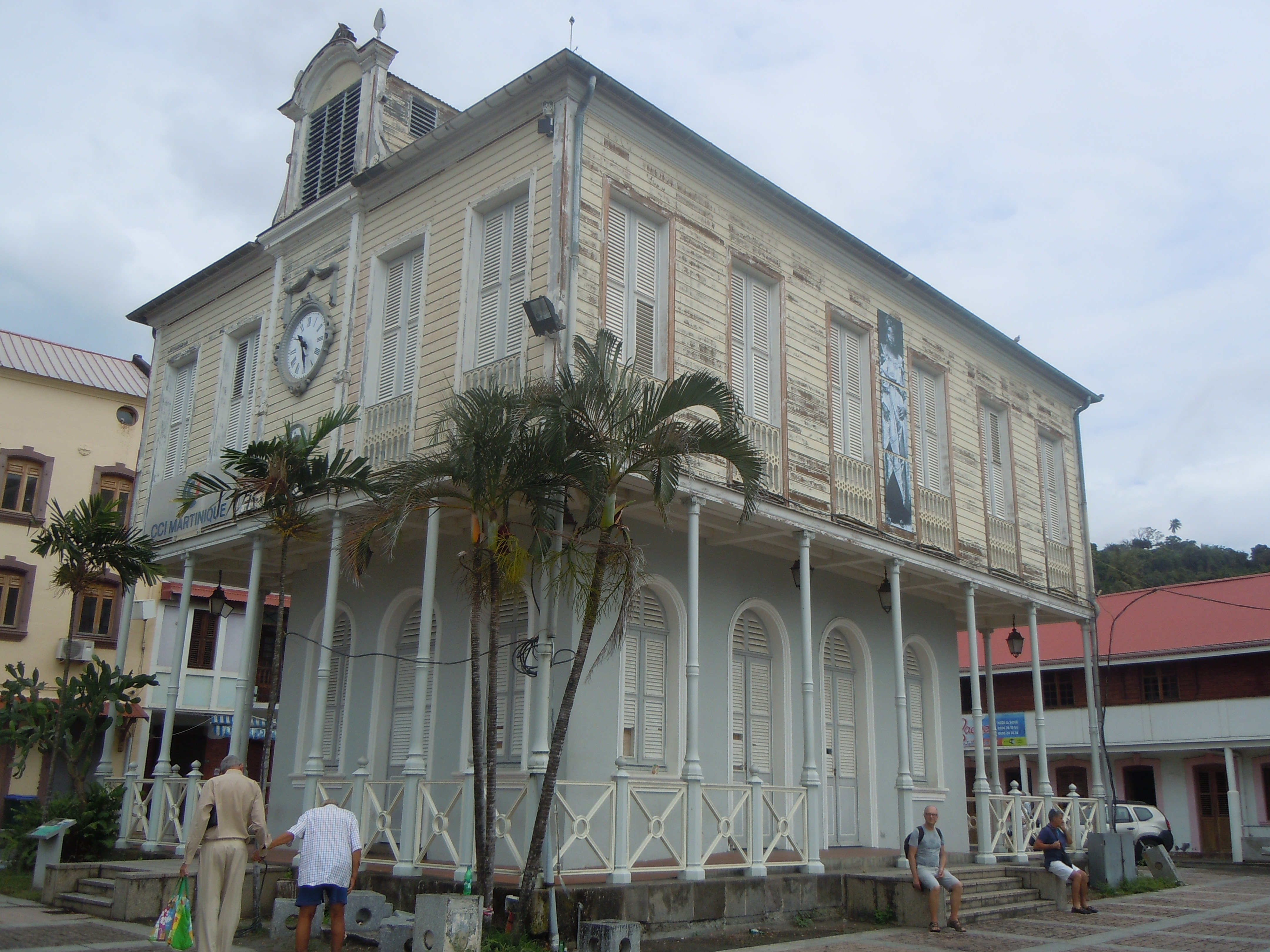
Maison de la Bourse, place Bertin, reconstitution de l'ancienne Chambre de Commerce et d'Industrie

- L'hôtel de ville (1934), rue Caylus,
- La résidence sous-préfectorale intégrant les ruines de l'hôpital militaire (2014), rue du Gouverneur Ponton,
- La place Bertin (1995),
- La Maison de la Bourse (1992), place Bertin,
- La cathédrale Notre-Dame-de-l'Assomption (1923), rue Victor-Hugo,
- Le cimetière du Mouillage et son ossuaire où sont rassemblées les dépouilles des victimes de l'éruption, rue Croix Louisy,
- Les ruines du lycée colonial Victor-Schœlcher, rue Cité Vieux Lycée,
- Les ruines de l'asile Bethléem, rue de la Raffinerie,
- Les vestiges de la batterie Sainte-Marthe, Morne d'Orange,
- Les épaves sous-marines.